# Lorne Maclaine Campbell
Lorne Maclaine Campbell of Airds, britanski general, * 1901, † 1992.